# Mery Andrade
Mery Elizabeth Fernandes Andrade (Nossa Senhora da Graça, 31 dicembre 1975) è un'ex cestista e allenatrice di pallacanestro portoghese.
Alta 180 cm, ha giocato come ala nella Agos Ducato Lucca.
È la sorella maggiore di Carlos Andrade.

## Carriera
In Italia, ha giocato nel triennio 2003-2006 con la Napoli Basket Vomero e dal 2006-07 al 2009-10 all'Umana Venezia, con cui ha vinto la Coppa Italia 2008. Al termine della stagione 2012-13, ha lasciato Lucca, con cui ha disputato tre stagioni nella massima serie.

## Palmarès
- Coppa Italia: 1
Reyer Venezia: 2008